# چرویا
چرویا (به ایتالیایی: Cervia) یک کومونه در ایتالیا است که در استان راونا واقع شده‌است.

## خصوصیات
چرویا ۸۲ کیلومترمربع مساحت و ۲۸٬۲۵۲ نفر جمعیت دارد و ۳ متر بالاتر از سطح دریا واقع شده‌است.

## خواهرخوانده
شهرهای آلن، بلونو، ماهون و Jelenia Góra خواهرخوانده‌های چرویا هستند.

## نگارخانه

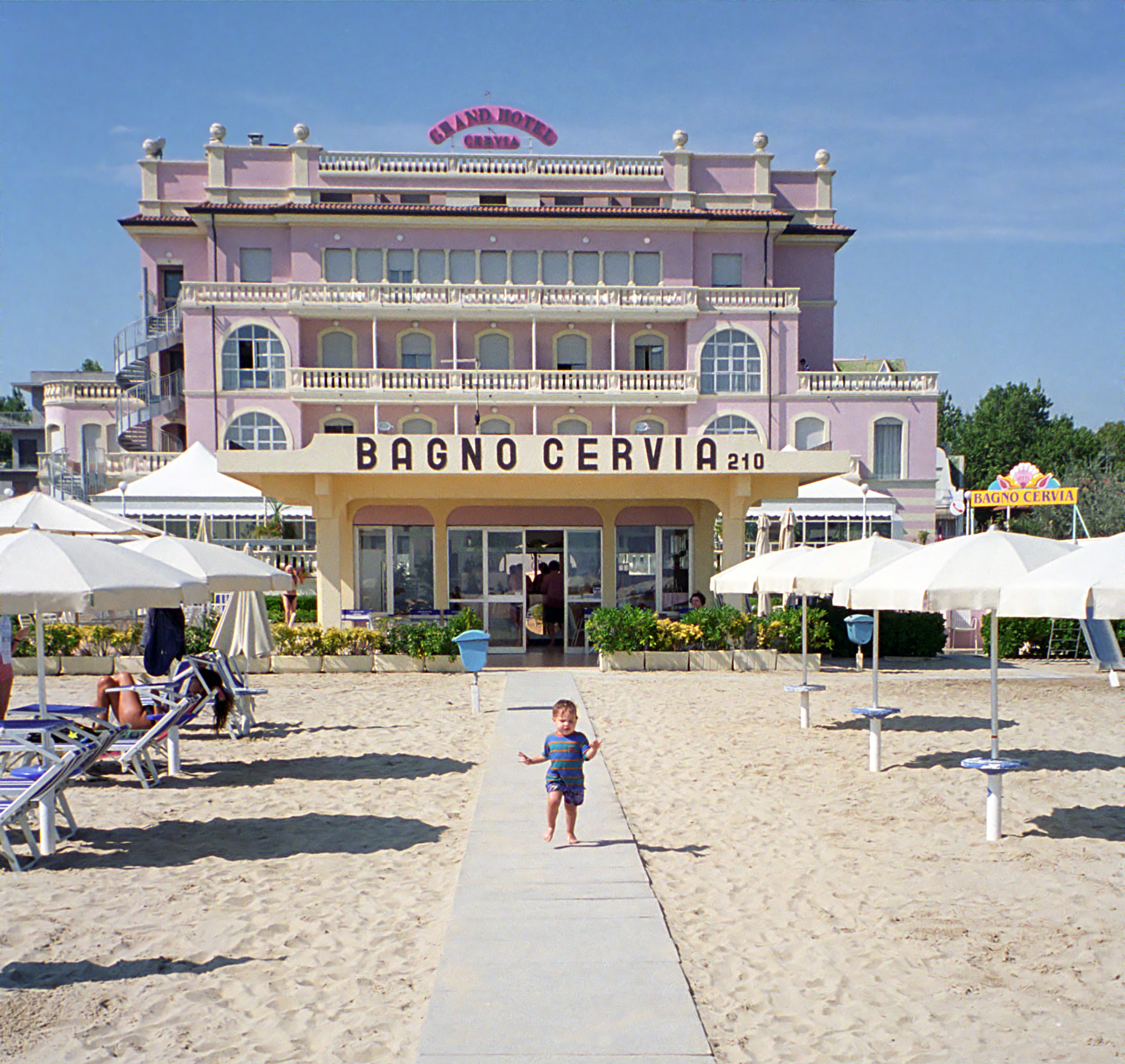
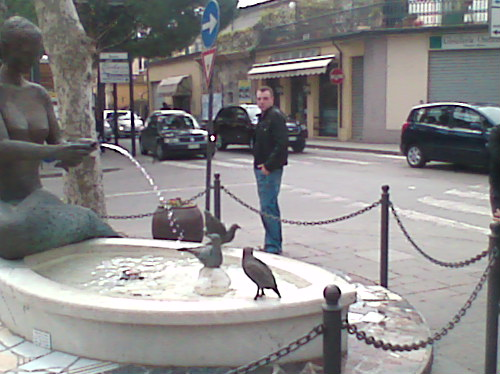
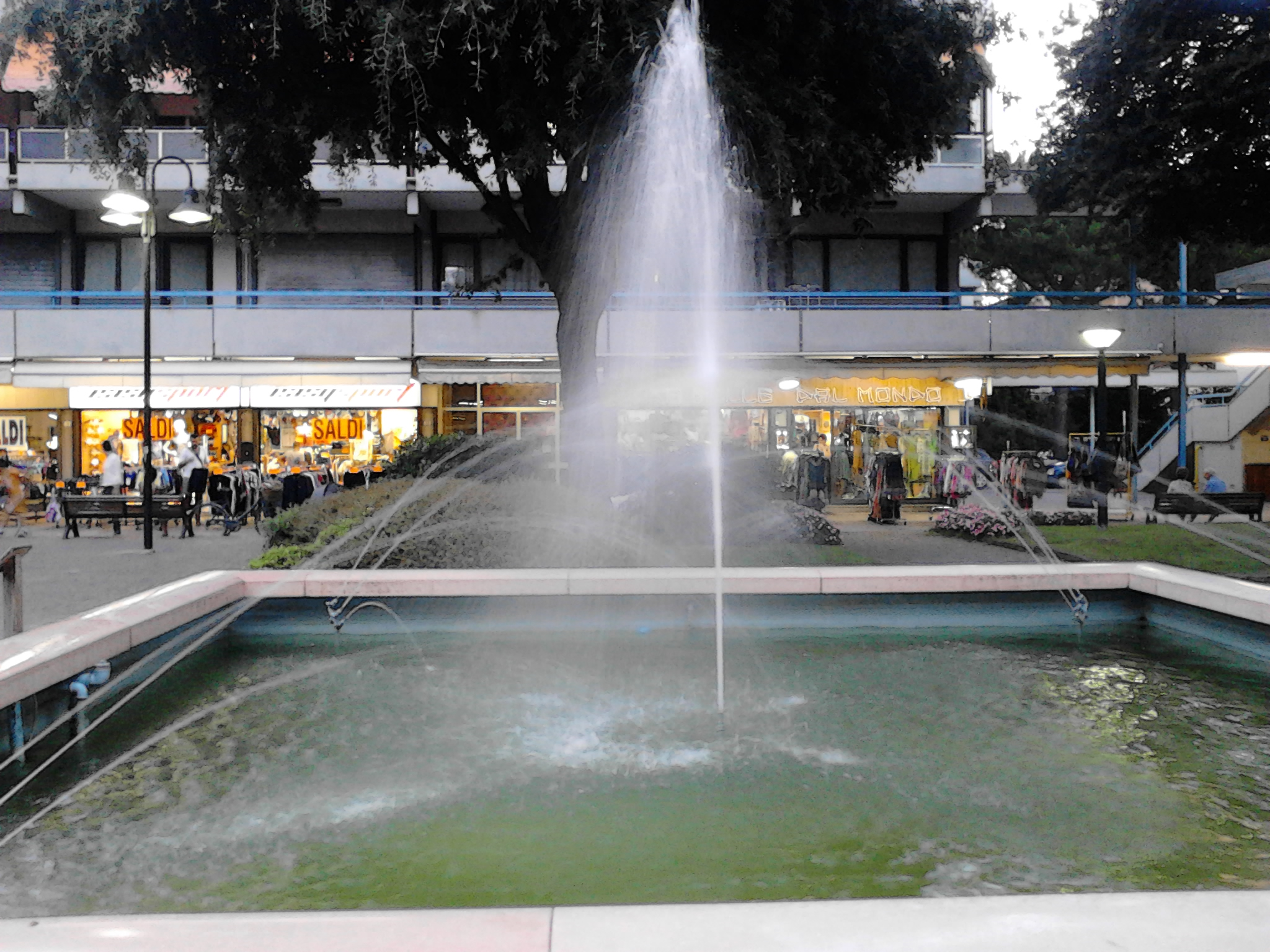